# Али Смит
Али Смит (енгл. Ali Smith; Инвернес, 24. август 1962) је шкотска књижевница, драматург, академик и новинар. Себастијан Бари ју је 2016. описао као „шкотску Нобелову добитницу – у чекању“.

## Младост и образовање
Смит је рођена у Инвернесу 24. августа 1962. у породици Ен и Доналда Смита. Њени родитељи су били радничка класа  и она је одрасла у вијећници у Инвернесу.  Од 1967. до 1974. похађала је основну школу St. Joseph's RC, а затим је отишла у средњу школу Инвернес, а напустила је 1980.
Студирала је заједнички енглески језик и књижевност на Универзитету у Абердину од 1980. до 1985. године, када је била прва у својој класи 1982. и стекла прво место у категорији Почасни сениор енглеског 1984. Освојила је универзитетску Меморијалну награду за поезију Бобија Ејткена 1984.
Од 1985. до 1990. похађала је Newnham College у Кембриџу, на докторским студијама америчког и ирског модернизма. Током свог боравка на Кембриџу, почела је да пише драме и као резултат тога није завршила докторат.
Смит се преселила у Единбург из Кембриџа 1990. године и радила као предавач шкотске, енглеске и америчке књижевности на Универзитету Стратклајд. Напустила је универзитет 1992. године јер је боловала од синдрома хроничног умора. Вратила се у Кембриџ да се опорави.
Као млада жена, Смит је имала неколико хонорарних послова, укључујући посао конобарице, чистача салате, помоћницу у туристичкој заједници, рецепционерку у Би-Би-Си Хајленду и била рекламни текстописац.

## Каријера
Док је студирала на докторским студијама на Кембриџу, Смит је написала неколико драма које су постављене на Единбуршком фестивалу Фринге и Cambridge Footlights. После извесног времена рада у Шкотској, вратила се у Кембриџ да се концентрише на своје писање, посебно, фокусирајући се на кратке приче и деловала као слободњак рецензент белетристике у новинама The Scotsman. Године 1995. објавила је своју прву књигу, Free Love and Other Stories (Слободна љубав и друге приче), збирку од 12 кратких прича која је освојила Салтиреову награду за прву књигу године и награду за књигу Шкотског уметничког савета.
Пише чланке за The Guardian, The Scotsman, New Statesman и Times Literary Supplement.
Године 2009. донирала је кратку причу  Last (претходно објављену у Manchester Review онлајн) Оксфамовом пројекту „Ox-Tales“, четири збирке прича из Уједињеног Краљевства које је написало 38 аутора. Њена прича је објављена у колекцији 'Ватра'.

## Библиографије

### Новеле
- Like (Свиђа ми се) (1997).
- Hotel World (Свет хотела) (2001).
- The Accidental (Случајно) (2005).
- Girl Meets Boy (Девојка упознаје дечака) (2007).
- There But For The (2011).
- Artful (Артфул) (2012).
- How to Be Both (Како бити обоје) (2014).
- Autumn (Јесен) (2016).
- Winter (Зима) (2017).
- Spring (Пролеће) (2019).
- Summer (Лето) (2020).
- Companion Piece (Пратећи комад) (2022).
- Gliff (2024).

### Збирке кратких прича
- Free Love and Other Stories (Слободне љубави и друге приче) (1995), награђен Saltire Society Literary Awards и наградом за књигу Шкотског уметничког савета.[9]
- Other Stories and Other Stories (Друге приче и друге приче) (1999).[12]
- The Whole Story and Other Stories (Цела прича и друге приче) (2003).[12]
- The First Person and Other Stories (Прво лице и друге приче) (2008).[13]
- Public Library and Other Stories (Народна библиотека и друге приче) (2015).

### Драме
- Stalemate(1986), необјављена, произведен на Единбуршком фестивалу Фринге.[5][6]
- The DanceПлес (1988), необјављена, произведена на Единбуршком фестивалу Фринге [5][6]
- Trace of Arc (1989), произведена на Единбуршком фестивалу Фринге [5]
- Daughters of England (Кћери Енглеске) (1989—1990), необјављеноа, Cambridge Footlights [14]
- Amazons (Амазонке) (1990), Cambridge Footlights [5]
- Comic (1990), необјављен, произведен на Единбуршком фестивалу Фринге [5][6]
- The Seer (2001) [15]
- Just (2005) [15]

### Остало
- Shire (Шир) (2013), са сликама Саре Вуд: кратке приче и аутобиографско писање. Пуни круг издања.

## Остали пројекти
- Али Смит се удружио са шкотским бендом Trashcan Sinatras и написала текст за песму под називом "Half An Apple", љубавну песму о чувању пола јабуке за вољену особу која је отишла. Песма је објављена 5. марта 2007. на албуму Ballads of the Book.[4]
- Године 2008, Смит је направила The Book Lover колекцију својих омиљених списа укључујући дела Силвије Плат, Мјуријел Спарк, Грејс Пејли и Маргарет Атвуд. Такође укључује радове писаца као што су Џозеф Рот и Кларис Лиспектор.[16]
- Године 2008, Смит је допринео краткој причи „Писање“ антологији која подржава Спасимо децу. Зборник носи наслов The Children's Hours и објавио га је Arcadia Books. Страна издања су објављена у Португалу, Италији, Кини и Кореји.
- Године 2011. написала је кратке мемоаре за The Observer у њиховој серији „Било једном у животу“: „Осврћући се на свој живот, писац Али Смит се враћа у тренутак зачећа да би саткала дирљиве и смешне мемоаре непоштеног оца, слабости за грчке мјузикле и судбоносни гранични прелаз“.[17]
- У октобру 2011. Смит је објавила The Story of Antigone (Причу о Антигони), препричавање класика који је створио Софокле. Део је серије "Save the stories" (Сачувај приче) Пушкинове књиге за децу, а илуструје га Лаура Паолети.[18]
- У октобру 2012, Смит је прочитала проповед у Манчестерској катедрали гостима и студентима, након чега је уследило потписивање књиге.[19]
- Смит је 2013. објавила Artful, књигу засновану на њеним предавањима о европској компаративној књижевности одржаним претходне године на колеџу Свете Ане у Оксфорду. Artful је била добро прихваћена, а један рецензент је прокоментарисао да је „...њена нова књига, у којој она вуче Бога за рукав, размишља о кловновима, краде коришћене књиге, петља на грчком и прича са мртвима, запањујућа“.[20]
- 14. маја 2013. Смит је одржала инаугурационо предавање Харијет Мартино у Националном центру за писање, у част Норича, УНЕСКО-вог града књижевности 2012. године.[21]
- Смит је такође покровитељ онлајн антологије Visual Verse и њен комад "Untitled", написан као одговор на слику уметника Руперта Џесопа, појављује се у издању из новембра 2014.[22]
- Дана 10. септембра 2015. године, Смит је номинована за почасног члана од стране Голдсмитса Универзитета у Лондону.[23]
- Године 2011. допринела је краткој причи "Scots Pine (A Valediction Forbidding Mourning)" за Why Willows Weep, антологију која подржава The Woodland Trust. Меки повез издат је 2016.[24]
- У јулу 2016, Смит је добила почасни докторат на Универзитету Источне Англије.[25]
- Смит је покровитељ Refugee Tales.[26] 2016. године, Смитову причу "The Detainee's Tale" (Прича о притворенику) објавила је Comma Pressу Refugee Tales Volume 1..[27]
- У мају 2021, Смит је предала кратку причу под насловом The final frontier (Последња граница) за нови часопис, The European Review of Books.[28][29]

## Лични живот
Смит живи у Кембриџу са својом партнерком, редитељком Саром Вуд.

## Награде и почасти
Године 2007. Смит је изабрана за члана Краљевског књижевног друштва  Именована је за команданта Ордена Британске империје у новогодишњим почастима 2015. за заслуге у књижевности.
Почасни докторат (D.Litt) јој је доделио Универзитет Њукасл 2019.

### Књижевне награде
| Година издања | Рад               | Награда                                             | Категорија                                          | Резултат     | Реф           |
| ------------- | ----------------- | --------------------------------------------------- | --------------------------------------------------- | ------------ | ------------- |
| 2001.         | Hotel World       | Encore Award                                        | Encore Award                                        | Победник     | [ 12 ]        |
| 2001.         | Hotel World       | Награда за књигу године Шкотског хипотекарног фонда | Награда за књигу године Шкотског хипотекарног фонда | Победник     | [ 12 ]        |
| 2001.         | Hotel World       | Боокер Призе                                        | Боокер Призе                                        | Кратка листа | [ 12 ]        |
| 2001.         | Hotel World       | Женска награда за белетристику                      | Женска награда за белетристику                      | Кратка листа | [ 12 ]        |
| 2005.         | The Accidental    | Costa Book Awards                                   | Costa–Novel                                         | Победник     | [ 12 ]        |
| 2005.         | The Accidental    | Боокер Призе                                        | Боокер Призе                                        | Кратка листа | [ 12 ]        |
| 2005.         | The Accidental    | Женска награда за белетристику                      | Женска награда за белетристику                      | Кратка листа | [ 12 ]        |
| 2007.         | Girl Meets Boy    | Избор читалаца часописа Дива                        | Књига године                                        | Победник     | [ 36 ]        |
| 2007.         | Girl Meets Boy    | Сунчани сат Шкотски уметнички савет                 | Роман године                                        | Победник     | [ 37 ]        |
| 2011.         | There But For The | Рецензија књиге The Guardian                        | најбољи романи године                               | —            | [ 38 ]        |
| 2012.         | Artful            | Награда Голдсмитс                                   | Награда Голдсмитс                                   | Кратка листа | [ 39 ] [ 40 ] |
| 2014.         | Како бити обоје   | Женска награда за белетристику                      | Женска награда за белетристику                      | Победник     | [ 41 ]        |
| 2014.         | Како бити обоје   | Costa Book Awards                                   | Costa Book Award for Novel                          | Победник     | [ 42 ]        |
| 2014.         | Како бити обоје   | Награда Букер                                       | Награда Букер                                       | Кратка листа | [ 43 ]        |
| 2014.         | Како бити обоје   | Награда Голдсмит                                    | Награда Голдсмит                                    | Кратка листа | [ 44 ] [ 45 ] |
| 2014.         | Како бити обоје   | Награда Фолио                                       | Награда Фолио                                       | Кратка листа | [ 46 ]        |
| 2016.         | Јесен             | Награда Букер                                       | Награда Букер                                       | Кратка листа | [ 47 ]        |
| 2020.         | Пролеће           | Europese Literatuurprijs                            | Europese Literatuurprijs                            | Победник     | [ 48 ]        |
| 2020.         | Лето              | Награда Орвел                                       | Награда Орвел                                       | Победник     | [ 49 ]        |